# Església de Sant Joan Maria Vianney
L'església de Sant Joan Maria Vianney és un temple catòlic del barri de Sants de Barcelona,  situat davant dels jardins de Can Mantega. La parròquia participa en les activitats del barri en la cavalcada de Reis i, especialment, en la benedicció del diumenge de Rams, amb la participació de voluntaris vestits d'apòstols i un ase autèntic.

## Història
La parròquia de Sant Joan Maria Vianney fou creada el 1945 pel bisbe Modrego, que en va nomenar rector mossèn Josep Mendoza Espín, i inicialment s'instal·là en uns baixos del carrer d'Alcolea, 107. Les obres començaren del nou temple el 18 de gener del 1952, i foren dirigides per l'arquitecte Raúl de Miguel i Rivero. El 22 de juny del mateix any, el bisbe Modrego en va posar la primera pedra, i fou beneït el 15 de maig del 1955, amb l'assistència del bisbe auxiliar Maties Solà

## Edifici
Es tracta d'una obra d'inspiració gaudiniana, que es caracteritza per una estructura de quilla invertida, coberta amb una volta sobre cinc arcs torals parabòlics, que arriben a la façana. Aquesta és presidida per una vidriera al centre que recorda un ull, símbol de la vigilància de Déu. Hi ha dos passadissos laterals, coberts per un sostre baix sobre bigues de formigó, al damunt dels quals s'hi situen tribunes. La separació de les naus la fan uns pilars quadrats que sostenen els arcs torals parabòlics. L'arc presbiteral és igualment parabòlic i la capçalera és recta. També és destacable la torre del campanar, la part més alta formada per sis nínxols oberts, amb una altura total de 26,15 m.
La imatge del sant, que presideix l'altar, és obra de l'escultor Joan Seguranyes i compta amb pintures murals de Joan Torras i Viver (1969).